# Yunus Khoja
Yunus Khoja (Yunus Khan) fou governant de Taixkent i la seva regió. Probablement no era kazakh però va governar finalment sobre part dels kazakhs de la Gran Horda. La tradició el fa descendent del califa Abu Bakr as-Siddiq
Dels duzngars Taixkent va passar a la Xina que la va dominar fins vers el 1760. Després la ciutat no torna a ser esmentada a la història fins que ja hi governava Yunus i per això la seva personalitat és incerta. Com que es deia Khoja es suposa que forma parte dels khojas que van dominar cadascuna de les ciutats de la regió a aquesta època.
Taixkent estava dividida en quatre barris cadascun dels quals formava un estat independent, a vegades en guerra entre ells. Els habitants, sarts i altres ètnies, patien els freqüents atacs i saquejos dels kazakhs nòmades establerts a la rodalia o potser en algun dels barris. Yunus Khoja, segurament un khoja o Khwaja, un dels caps religiosos, governava al barri de Shaykantawr, potser des de l'evacuació xinesa de vers 1760. Vers el 1780 es va apoderar d'un dels altres barris i el 1784 ja dominava els quatre barris i va atacar als kazakhs de la regió que foren derrotats diverses vegades i sobre els quals va exercitar una cruel revenja, tallant el cap als presoners, amb els quals van fer piràmides (costum centreasiàtic); els lladres i saquejadors kazakhs, que no tenien la disciplina dels soldats, dubtaren llavors entre la por al càstig i la possibilitat de ser sotmesos a esclavatge per Yunus Khoja (ara Yunus Khan). Aquest es va apoderar de nombroses poblacions que havien estat durant anys en mans dels kazakhs i els va exigir submissió absoluta havent de restituir tot el que havien robat a Taixkent. Va promulgar lleis i va imposar una taxa sobre els ramats (per cada cent caps); molts kazakhs van poder entrar a l'exèrcit de Yunus.
El 1797 es va enfrontar a Narbuta Khan de Kokand al que va derrotar 1el 1799 i matar segurament el 1799. Yunus va fer llavors un atac a Kokand, aliat a Khodjend, però va fracassar davant Ura Tepe; no va aconseguir apoderar-se de cap de les dues i es va retirar a Taixkent. En una data entre 1803 i 1805 Yunus fou derrotat per Alim Khan de Kokand, i Taixkent ocupada temporalment. No se sap en quina data va morir però devia ser vers el 1805. El va succeir el seu fill Sultan Khoja.